# UFC 220
UFC 220: Miocic vs. Ngannou var en MMA-gala som arrangerades av Ultimate Fighting Championship och ägde rum 20 januari 2018 i Boston i USA. 

## Resultat
1. ↑  Titelmatch i tungvikt.
2. ↑  Titelmatch i lätt tungvikt.